# Costa Rica na Copa do Mundo FIFA de 2002
| Costa Rica 19º lugar (eliminada na primeira fase) | Costa Rica 19º lugar (eliminada na primeira fase) |
| ------------------------------------------------- | ------------------------------------------------- |
| \| Oficial \| Alternativo \|                      |                                                   |
| Associação                                        | Federação Costarriquenha de Futebol (FCF)         |
| Confederação                                      | CONCACAF                                          |
| Participação                                      | 2ª                                                |
| Melhor resultado                                  | 13º lugar (1990 - empatada com Bélgica e Romênia) |
| Treinador                                         | / Alexandre Guimarães                             |
| Oficial                                           | Alternativo                                       |

A Seleção Costarriquenha de Futebol participou pela segunda vez da Copa do Mundo FIFA depois de se classificar em primeiro lugar na fase final das eliminatórias da CONCACAF, desbancando México e Estados Unidos, as principais seleções da confederação. Além das 3 equipes, jogaram também a fase final Honduras, Jamaica e Trinidad e Tobago.
Contabilizando o desempenho no grupo B (válido pela fase anterior), a seleção venceu 10 jogos, empatou 3 e perdeu 4 partidas, marcando 26 gols e sofrendo 13. Rolando Fonseca foi o artilheiro dos Ticos nas eliminatórias, com 10 gols.

## Jogadores convocados
Após ficar de fora das Copas de 1994 e 1998 e treinada desde 2001 pelo ex-meio-campista Alexandre Guimarães (que possui a nacionalidade costarriquenha desde 1980), a Costa Rica terminaria com o vice-campeonato da Copa Ouro da CONCACAF de 2002, que foi seu melhor resultado na história do torneio.
Para a Copa do Mundo, 15 jogadores que disputaram a Copa Ouro foram convocados, inclusive o veterano Hernán Medford (único remanescente da Copa de 1990), deixando de fora Max Sánchez, Óscar Rojas, Austin Berry e Reynaldo Parks - este último foi cortado após uma lesão e foi substituído por Pablo Chinchilla. Outros jogadores ficaram de fora da convocação final, entre eles Ricardo González, Robert Arias, Geovanny Jara, Jafet Soto e Alexander Madrigal.
Apenas 3 jogadores defendiam clubes fora de seu país: Paulo Wanchope (Manchester City), Rónald Gómez (OFI Creta) e Winston Parks (Udinese).
| Número | Jogador             | Posição       | Clube           |
| ------ | ------------------- | ------------- | --------------- |
| 1      | Erick Lonnis        | Goleiro       | Saprissa        |
| 18     | Álvaro Mesén        | Goleiro       | Alajuelense     |
| 23     | Lester Morgan       | Goleiro       | Herediano       |
|        |                     |               |                 |
| 2      | Jervis Drummond     | Defensor      | Saprissa        |
| 3      | Luis Marín          | Defensor      | Alajuelense     |
| 4      | Mauricio Wright     | Defensor      | Herediano       |
| 5      | Gilberto Martínez   | Defensor      | Saprissa        |
| 13     | Daniel Vallejos     | Defensor      | Herediano       |
| 14     | Juan José Rodríguez | Defensor      | San Carlos      |
| 15     | Harold Wallace      | Defensor      | Alajuelense     |
| 21     | Pablo Chinchilla    | Defensor      | Alajuelense     |
| 22     | Carlos Castro       | Defensor      | Alajuelense     |
|        |                     |               |                 |
| 6      | Wilmer López        | Meio-campista | Alajuelense     |
| 8      | Mauricio Solís      | Meio-campista | Alajuelense     |
| 10     | Walter Centeno      | Meio-campista | Saprissa        |
| 17     | Hernán Medford      | Meio-campista | Saprissa        |
| 19     | Rodrigo Cordero     | Meio-campista | Herediano       |
|        |                     |               |                 |
| 7      | Rolando Fonseca     | Atacante      | Alajuelense     |
| 9      | Paulo Wanchope      | Atacante      | Manchester City |
| 11     | Rónald Gómez        | Atacante      | OFI Creta       |
| 12     | Winston Parks       | Atacante      | Udinese         |
| 16     | Steven Bryce        | Atacante      | Alajuelense     |
| 20     | William Sunsing     | Atacante      | Herediano       |

## Desempenho

### Vitória sobre a China
Sorteada no grupo C juntamente com Brasil, China e Turquia, a Costa Rica iniciou a campanha contra a China (estreante em Copas). A primeira oportunidade dos Ticos veio com Rolando Fonseca, que não conseguiu dominar a bola. Os chineses chegariam com mais perigo apenas no final do primeiro tempo, com Wu Chengying.
Aos 16 minutos da segunda etapa, Rónald Gómez abriu o placar depois de uma jogada construída por ele, que driblou um zagueiro chinês e passou a bola para Paulo Wanchope. A bola sobraria para o mesmo Gómez finalizar, não dando chance a Jiang Jin. Um minuto depois, após cobrança de escanteio, o zagueiro Mauricio Wright ampliou a vantagem costarriquenha. Desestabilizada com o segundo gol, a China partiu para o ataque sem sucesso, sendo neutralizada pela defesa da Costa Rica, que segurou o 2 a 0 até o final.
Este jogo foi o primeiro em que o então técnico da China, Bora Milutinović, saiu com derrota em 5 Copas disputadas. Rónald Gómez foi escolhido como o melhor jogador da partida, e mesmo com a vitória, Alexandre Guimarães admitiu que sua equipe não jogou bem.

### Empate com a Turquia
Para o jogo contra a Turquia, Wilmer López foi escalado para a vaga de Fonseca, enquanto os outros 10 titulares eram mantidos. Em conversa com o então presidente da Costa Rica, Abel Pacheco, Alexandre Guimarães prometeu um jogo "na base da raça", e garantiu que a partida seria "equilibrada"
Na primeira etapa, a Costa Rica criou várias chances de abrir o placar, mas as finalizações foram o ponto fraco do time, enquanto a Turquia apostava no oportunismo e na força de vontade, mas não saíram do zero. Foi aos 11 minutos do segundo tempo que os turcos saíram em vantagem: Hasan Şaş driblou Wright e a bola espirrou em Gilberto Martínez, antes de sobrar para Emre Belözoğlu, que bateu de direita para o gol de Erick Lonnis.
Depois do gol, os turcos abdicaram da ofensividade, esperando um contra-ataque, e na parte final, Parks e Medford entraram nas vagas de Walter Centeno e López. E foi o então jogador da Udinese o responsável pelo empate, já aos 41 minutos. Foi o segundo gol de Pug (apelido do atacante) pela seleção, e ele classificou o lance como "o momento mais feliz" de sua vida. embora o próprio Parks tivesse perdido a chance de garantir a classificação antecipada no minuto final, após driblar Rüştü Reçber e finalizar para fora.
O empate beneficiou o Brasil, que havia vencido a China por 4 a 0 e garantiu a classificação antecipada às oitavas-de-final. Costa Rica e Turquia brigavam pela segunda vaga, enquanto os chineses estavam eliminados.

### A eliminação para o Brasil
Confiante na classificação às oitavas (bastava um empate ou uma derrota da Turquia para a China), Alexandre Guimarães manteve o time que enfrentou a Turquia, enquanto o Brasil (já classificado) escalava um time misto. O treinador declarou ainda que torcia para queo ataque da seleção superasse a dependência em Wanchope, principal jogador do elenco, mas o atacante mostrava-se ansioso para enfrentar os então tetracampeões mundiais.
Para Carlos Castro, a torcida costarriquenha seria um fator extra para motivar a seleção na briga pela vaga nas oitavas-de-final
O primeiro tempo começou com 2 lances de Edílson: a primeira fo cortada pela zaga costarriquenha, e na segunda, Lonnis defendeu. Aos 10 minutos, o Capetinha tocou para Ronaldo, que se esforçou para mandar para as redes. O árbitro egípcio Gamal Al-Ghandour apontou gol contra de Luis Marín - posteriormente, o gol seria atribuído ao Fenômeno, que ampliaria 3 minutos depois. Mesmo com a vantagem, a seleção brasileira apresentou várias falhas na defesa, reconhecidas pelo lateral Júnior. Aos 38 minutos, Edmílson faria o terceiro gol brasileiro, em uma meia-bicicleta. Um minuto depois, a Costa Rica descontou com Wanchope, cuja finalização desviou em Lúcio e enganou Marcos.
No segundo tempo, após várias chances perdidas, os Ticos voltariam a acreditar na classificação quando Gómez, de cabeça, fez o segundo gol após passe de Steven Bryce. Preocupado com o desempenho do Brasil, Luiz Felipe Scolari tirou Edílson e Juninho Paulista, colocando em seus lugares Kléberson e Ricardinho. As alterações deram resultado: um minuto após a entrada de Ricardinho, Rivaldo se antecipou e fez 4 a 2 para a Seleção Canarinho. Júnior faria o quinto gol 2 minutos depois, garantindo a liderança do grupo C e a eliminação dos costarriquenhos no saldo de gols (a Turquia ficou com +2 de saldo, enquanto a Costa Rica terminou a Copa com −1), deixando Alexandre Guimarães decepcionado, enquanto o atacante Rolando Fonseca atribuiu a eliminação às chances desperdiçadas pelo time nos 3 jogos.

## Pós-campanha
Após a eliminação na Copa, Medford, Lonnis e Juan José Rodríguez (que não entrou em campo) anunciaram suas despedidas da seleção.
Lester Morgan, terceiro goleiro da Costa Rica na Copa de 2002 e um dos 8 jogadores da equipe que não jogaram durante a campanha, cometeu suicídio em novembro do mesmo ano.
9 jogadores que disputaram a Copa de 2002 foram convocados para a edição seguinte, na Alemanha, onde a Costa Rica foi novamente eliminada na primeira fase.